# Soběslav
Soběslav (německy Sobieslau nebo Sobeslau) je město v okrese Tábor v Jihočeském kraji. Leží osmnáct kilometrů jižně od Tábora na soutoku Lužnice a Černovického potoka. Žije v něm přibližně 7 100 obyvatel.
Město je centrem Soběslavských blat. Leží na dálnici D3 z Prahy do Českých Budějovic a čtvrtém železničním koridoru. Na jihozápadním okraji města je veřejné vnitrostátní letiště. I přes necitlivé zásahy do historické zástavby rozlehlého náměstí na severní straně si Soběslav zachovala svůj středověký půdorys a centrum města je městskou památkovou zónou.

## Historie

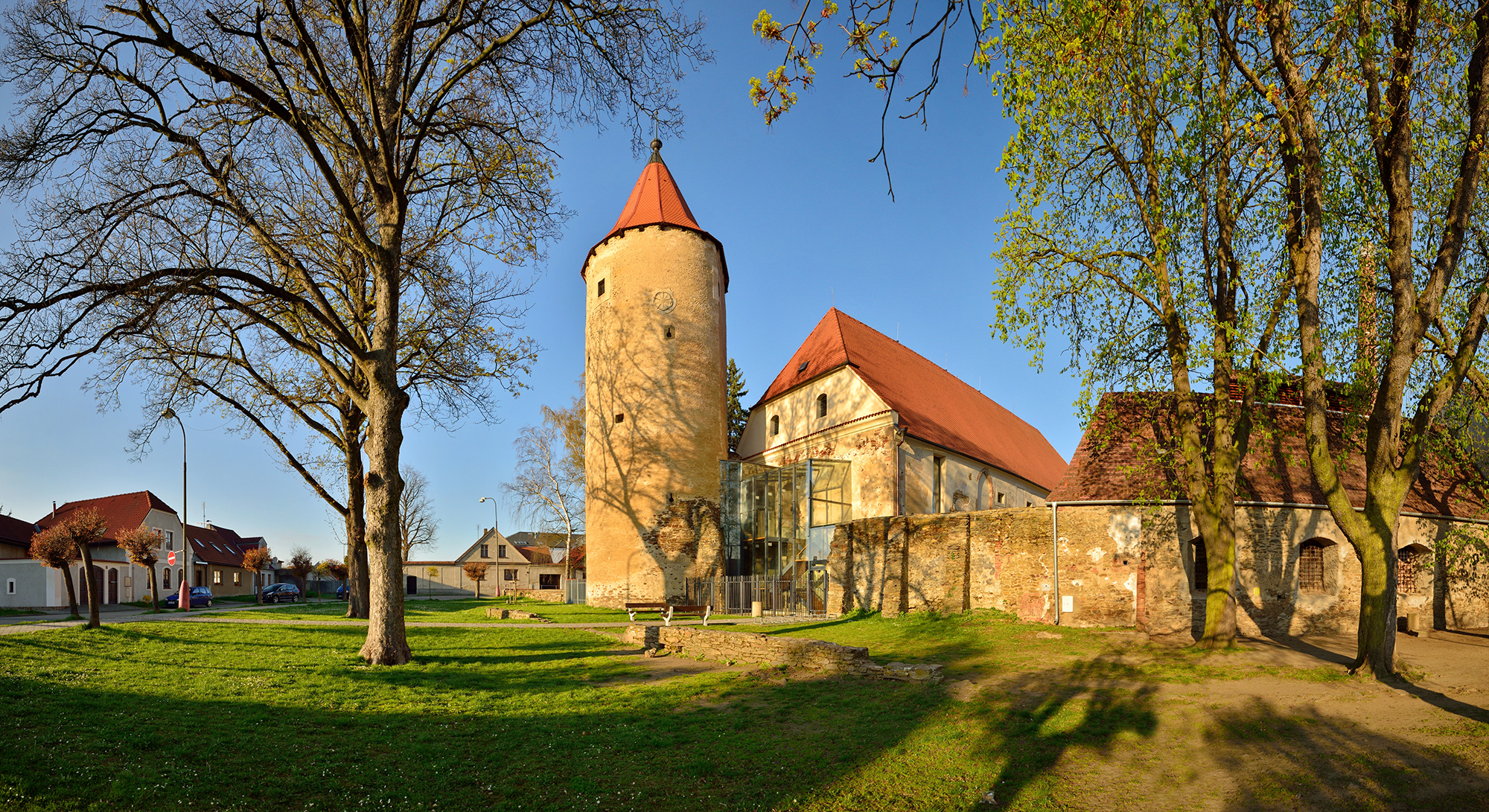
Rožmberský hrad založený ve 13. století a rozšířený kolem 1390. V roce 2010 prošel rekonstrukcí a dnes je v něm městská knihovna

Archeologické nálezy z okolí města a z blízkého hradiště Svákov dokládají, že toto místo a blízké okolí bylo osídleno již v pravěku. První nepřímá písemná zmínka pochází z roku 1293, kdy hrad a okolní obec byla v původním majetku rodu Rožmberků. Městská práva obdržela Soběslav v roce 1390. O čtyři roky později byl na místním hradě vězněn král Václav IV. Od konce 14. století byla ve městě latinská škola. V průběhu husitských válek bylo město v letech 1421 a 1435 vypáleno. Ve dnech 3. a 4. května 1467 se v blízkosti Soběslavi udála bitva mezi rožmberskými vojsky, resp. vojsky tehdejších příznivců krále Jiřího z Poděbrad a vojsky Zdeňka ze Šternberka, resp. Jednoty zelenohorské, která skončila porážkou vojsk Jana z Rožmberka.
V 16. století byla Soběslav sídelním městem Petra Voka z Rožmberka a jedním z nejvýznamnějších měst rožmberského dominia. Představovala hospodářské centrum jižních Čech s vazbami na Bavorsko a Rakousko. Tato nejvýznamnější etapa v historii města je patrná v četných historických stavbách na území města dodnes.
Ve městě byla založena Rožmberská škola (gymnasium illustre), které Petr Vok v závěti odkázal významnou Rožmberskou knihovnu. Pro potřeby této školy byly v letech 1611 až 1612 upraveny prostory v křídle soběslavského hradu. Jan Jiří ze Švamberka ji začal v roce 1612. Škola byla otevřena v roce 1614 a byli pro ni získáni kvalitní učitelé ze Slezska. Žáci za studium neměli platit a škola měla sloužit především k „poznání čisté pravdy Boží podle sv. Písem a pravé víry křesťanské dle konfesí české z roku 1575.“ Škola se však setkávala s nepřízní Karlovy univerzity, která usilovala, aby nadace spojená se vznikem školy byla převedena na ni. Přes počáteční nadějný rozjezd školy vedla porážka stavovského povstání k jejímu zániku. Stejně tak nedošlo k přenesení Rožmberské knihovny.
Po smrti Petra Voka z Rožmberka získali město Švamberkové. Jan Jiří ze Švamberka se stal poručníkem místního gymnázia a pro výuku povolal učitele z německého luteránského prostřední, známé je jména rektora školy, kterým se stal Michael Gehler a jména dvou učitelů (Melchior Agricola a Benjamin Ursinus).
V roce 1611 město odolalo vpádu pasovských. Město znovu utrpělo za třicetileté války i za válek napoleonských. V letech 1628 až 1951 zde byl pivovar. Pošta zde byla zřízena dne 9. ledna 1850. V roce 1871 byla otevřena železniční trať vedoucí přes Soběslav, a to úsek Dráhy císaře Františka Josefa (KFJB) z Českých Velenic do Prahy. Roku 1900 měla Soběslav 442 domů a 3800 obyvatel, byly zde tkalcovny hedvábí, pivovar a další.
Po vzniku Československa vznikla v Soběslavi společnost Lada, která se stala významným světovým výrobcem šicích strojů. V období socialismu v Soběslavi vzniklo nebo mělo sídlo několik, dodnes působících významných celorepublikových firem jako Banes, Rašelina Soběslav nebo nábytkářský závod Jitona.
V roce 2021 v areálu společnosti Rašelina Soběslav zahájil činnost nový soběslavský pivovar.

## Obyvatelstvo
| Rok            | 1869  | 1880  | 1890  | 1900  | 1910  | 1921  | 1930  | 1950  | 1961  | 1970  | 1980  | 1991  | 2001  | 2011  | 2021  |
| -------------- | ----- | ----- | ----- | ----- | ----- | ----- | ----- | ----- | ----- | ----- | ----- | ----- | ----- | ----- | ----- |
| Počet obyvatel | 3 706 | 4 350 | 4 251 | 4 193 | 4 232 | 4 312 | 4 596 | 4 785 | 5 850 | 6 304 | 6 988 | 7 365 | 7 292 | 7 057 | 6 801 |
| Počet domů     | 460   | 474   | 504   | 499   | 523   | 577   | 754   | 915   | 991   | 1 082 | 1 192 | 1 362 | 1 434 | 1 530 | 1 591 |

## Městská správa a politika

### Části města
- Chlebov
- Nedvědice
- Soběslav I
- Soběslav II (Veselské Předměstí)
- Soběslav III (Táborské Předměstí)

Od 1. dubna 1976 do 23. listopadu 1990 k městu patřily i Klenovice a od 1. července 1980 do 23. listopadu 1990 také Čeraz, Mokrá, Myslkovice, Sedlečko u Soběslavě, Vesce a Zvěrotice.
Součástí města jsou také osady a samoty Veselka, Na Cihelně, U Vodičků, Valcha, Špačkův Mlýn, Na Brousku, Na Lázních, Na Pískách a Ve Lhotách.

### Zastupitelstvo a starosta
Po komunálních volbách v roce 2022 pokračuje ve funkci dlouholetého starosty města Jindřich Bláha (ODS), místostarostou je Pavel Lintner.

### Městské symboly
Znak města je historický, vlajka byla městu udělena rozhodnutím předsedy Poslanecké sněmovny Parlamentu České republiky dne 28. listopadu 2000.

## Doprava
Podél východního okraje města vede dálnice D3. Samotné město stojí na křižovatce silnic I/3 a II/135. Městem vede železniční trať Praha – České Budějovice, na které se nachází stanice Soběslav.

## Kultura a sport
V Soběslavi se koná tradičních několik kulturních akcí. Na počátku července je město dějištěm komorního festivalu klasické hudby Setkání s hudbou v Soběslavi. Každý třetí červencový víkend bylo soběslavské náměstí centrem festivalu dechových hudeb Kubešova Soběslav, což byla jedna z největších a nejvýznamnějších přehlídek dechových orchestrů v České republice. Festival byl v roce 2023 přesunut do Borkovic, kde se Ladislav Kubeš narodil.
Pravidelně se na místní plovárně pořádá Festival Dobrovol, který pořádá místní středisko Diakonie Rolnička. Výtěžek z akce jde na pomoc dětem s postižením. Od roku 2024 se zde koná Festival duchových hudeb, který slouží jako náhrada za Kubešovu Soběslav.
V Soběslavi má dlouholetou tradici ochotnické divadlo, na které měl v jeho počátcích vliv Edmund Chvalovský, herec, dramatika a režisér Národního divadla v Praze a dlouholetý host v Soběslavi. Další soběslavský host, Otakar Ostrčil, zkomponoval ve městě symfonickou báseň Léto, Křížovou cestu, a především jeho nejvýznamnější filharmonické dílo Honzovo království.

### Kulturní a sportovní zařízení
- Společenské centrum Soběslavska – zrekonstruovaný multifunkční prostor využívaný jako populární kino[28] a kongresové centrum (první digitální kino v okrese Tábor). Autorem přestavby je architekt Jaromír Kročák.
- Městská knihovna Soběslav – je umístěna ve zrekonstruovaném severním křídle hradního paláce. Autorem přestavby je architekt Jaromír Kročák.
- Sportovní areál – fotbalový stadion, zimní stadion s celoročním provozem, tenisová hala, posilovna a multifunkční sportovní plocha.
- Městské koupaliště, vybudované v roce 2011, venkovní plavecký bazén s brouzdalištěm, tobogány a divokou řekou.
- Nový rybník – přírodní rezervace, v okolí je altánek nebo odpočinkové místo „Mochomůrka“ (velká betonová houba).

## Pamětihodnosti

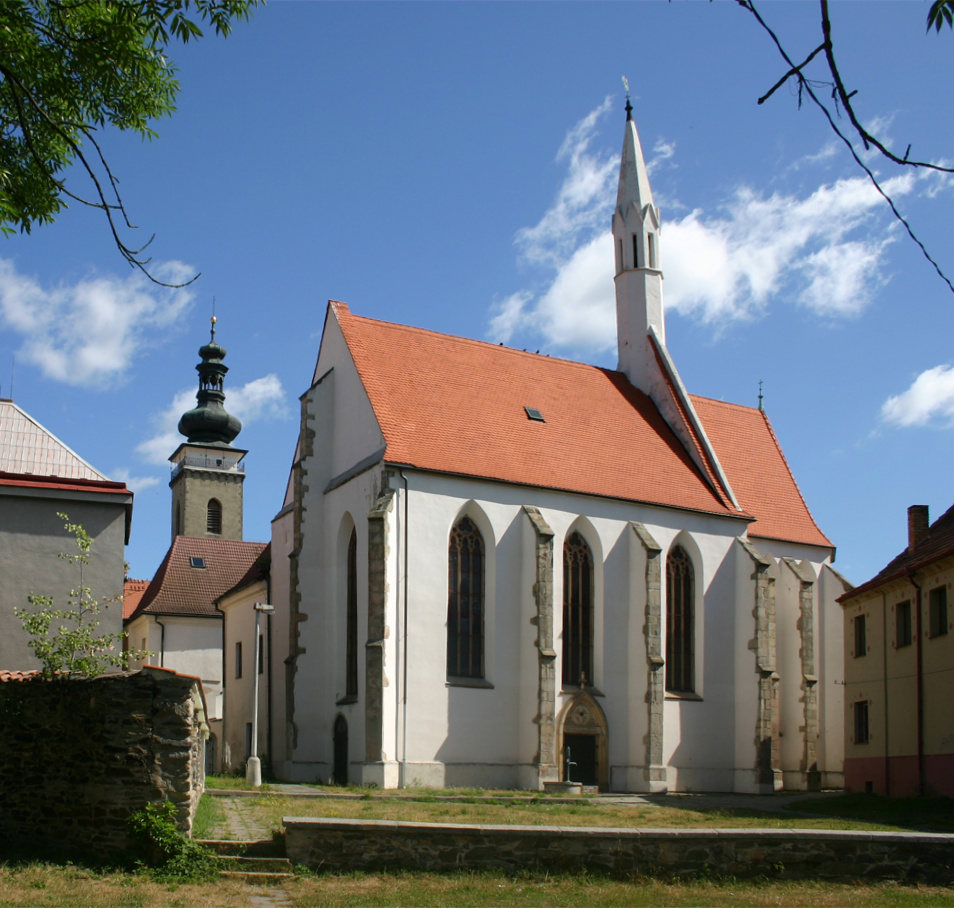
Kostel svatého Víta

- Děkanský kostel svatých Petra a Pavla na centrálním náměstí Republiky, založený kolem 1280, rozšířen po roce 1380 a zaklenut v letech 1486–1501. Dvojlodní síňová stavba se sklípkovou klenbou na dva štíhlé osmiboké sloupy a s barokními bočními kaplemi. Na hlavním oltáři je obraz svatého Petra a Pavla od Bedřicha Kamarýta, na bočním oltáři socha Madony z roku 1492. Barokní chórové lavice a cínová křtitelnice z roku 1501. 68 metrů vysoká městská kostelní věž z roku 1487 je dnes symbolem Soběslavi. Před kostelem se nachází socha svatého Jana Nepomuckého a socha svatého Josefa.
- Vedle kostela svatého Petra a Pavla se nachází 68 metrů vysoká Městská věž. Ta byla vystavena v roce 1487 a sloužila jako pozorovatelna, strážní místo, malá pevnost a zvonice.
- Rozlehlé náměstí Republiky leží uprostřed historické části města, v původním středověkém půdorysu. Nachází se zde nejvýznamnější památky města. Střed zdobí starodávná kamenná kašna se sochou svatého Floriana, patrona města. Poblíž kašny, s pohledem na Smrčkův dům, stojí Mariánský sloup s korintskou hlavicí a pozlacenou kamennou sochou Panny Marie. Pochází z roku 1713. Náměstí bylo v roce 2019 zrekonstruováno.
- Gotický kostel svatého Víta, založený kolem 1380, je síňové dvojlodí, sklenuté na dva štíhlé sloupy, s pětiboce zakončeným presbytářem s vnějšími opěráky a štíhlou vížkou na střeše. Kostel roku 1712 vyhořel a byl zrušen, obnoven v letech 1936–1938. V současnosti je to jedna z nejcennějších památek české gotiky z doby Václava IV.
- Soběslavský hrad založený ve 13. století a rozšířený kolem 1390 Jindřichem z Rožmberka představoval důležité obranné místo středověkého města. Součástí hradu je okrouhlá gotická věž Hláska se sklepením, kde byl roku 1394 vězněn český král Václav IV. Petr Vok z Rožmberka v závěti odkázal městu Rožmberskou knihovnu, který měla být umístěna v hradu, k čemž ale nikdy nedošlo. V roce 1706 byl hrad proměněn na pivovar a pak sýpku. Jižní křídlo hradu je využíváno jako městské divadlo. Ve starém gotickém paláci vznikla moderní veřejná knihovna, umístěna v samostatném moderním skeletu. Autorem přestavby je architekt Jaromír Kročák.[29] Stavba získala za svou unikátní realizaci několik architektonických cen. Poblíž hradu se nachází socha svatého Jana Nepomuckého.
- Kolem historického jádra města se rozkládá zbytek městského opevnění.
- Smrčkův dům na náměstí (č. 107) z roku 1565 se dvěma obloučkovými štíty. Dnes je zde umístěno národopisné muzeum s expozicí Soběslavsko-Veselských blat a Kozácka. Expozice získala v roce 2018 cenu Gloria musaealis.[30]
- Rožmberský dům (Dům Petra Voka), renesanční patrová budova z 15. století, barokně upravená. Byl přestavěn ze dvou domů, které koupil Petr Vok z Rožmberka od Václava Špulíře z Jiter pro své přechodné sídlo. Rožmberský dům daroval ve své závěti Zuzaně Vojířové. Dnes je zde umístěno přírodopisné muzeum a expozice věnovaná Rožmberkům.[31]
- Bývalý hřbitovní kostel svatého Marka, raně barokní stavba se šindelovou střechou, založená roku 1650 soběslavským primátorem Zachariášem Markem Markovským. Jednotné vnitřní zařízení je raně barokní, stejně jako několik kamenných náhrobků a dva malované epitafy ze 17. století. V současné době je zde svatební síň. Husitské muzeum zde má několik exponátů – bývalé oltáře.
- Zrekonstruovaná Stará radnice na náměstí z konce 15. století se dvěma barokními štíty, v přízemí je informační centrum města, v patře zasedací sál zastupitelstva města a obřadní síň.[32]
- Několik desítek metrů od vlakového nádraží se nachází Evangelický kostel z 20. století.[33]
- Raně středověké hradiště Svákov vzniklo na v místech staršího osídlení v době halštatské. Zaniklo na přelomu devátého a desátého století a dochovaly se z něj mohutné pozůstatky opevnění.[6] Poblíž hradiště stojí kaple Bolestné Panny Marie se studánkou a rozhledna Svákov.

## Osobnosti
- Jan Papoušek ze Soběslavi († 1455), rektor Karlovy univerzity
- Tomáš Řešátko Soběslavský (16. století–1602), renesanční spisovatel a překladatel
- Jan Hugo Karlík (1807–1894), kněz, učitel
- Antonín Skočdopole (1828–1919), pedagog, katolický kněz, národní buditel
- František Josef Studnička (1836–1903), matematik, pedagog a organizátor vědeckého života v Čechách, zabýval se také astronomií (podílel se na záchraně přístrojů i písemností astronoma Tychona Brahe
- Karel Špaček (1838–1898), právník a politik, poslanec Říšské rady
- Emilie Fryšová (1840–1920), pedagožka, ředitelka školy, etnografka, sběratelka blatských krojů a výšivek, spolupracovnice K. Lustiga
- Václav Špaček ze Starburgu (1840–1912), podnikatel, velkostatkář, císařský rada; zakladatel rodu Špačků ze Starburgu
- Jaroslav Svákovský (1847–1923), vl. jm. Alois Josef Hofman, středoškolský profesor, překladatel knih pro mládež
- Václav Hess (1850–1890), spisovatel, překladatel z francouzského a německého jazyka
- Karel Lustig (1856–1924), pedagog, ředitel školy a zakladatel muzea v Soběslavi, spisovatel, spolkově i veřejně činný
- Jan Bezděk (1858–1915), mykolog, pedagog, botanik
- Josef Bertl (1866–1955), architekt, profesor pozemního stavitelství v Brně a v Praze
- Edmund Chvalovský (1869–1934), herec, dramatik, režisér Národního divadla, od roku 1906 žil v Soběslavi, kde silně ovlivnil místní divadelní život
- Vladimír Svoboda (1871–1955), akademický malíř a pedagog
- Rudolf Ludmila (1872–1953), malíř, kreslič a pedagog
- Otakar Ostrčil (1879–1935), pedagog, hudební skladatel a dirigent, dlouholetý letní host Soběslavi – mnoho let trávil skladatel své letní odpočinky v Soběslavi v pronajatém domě (U Černovického potoka, čp. 269). Zde zkomponoval nejen symfonickou báseň „Léto“ a „Křížovou cestu“, ale především „Honzovo království“ (premiéra roku 1934 v Brně)
- František Ježek (1884–1925), politik
- Helena Johnová (1884–1962), česká sochařka, keramička; profesorka Vysoké školy uměleckoprůmyslové v Praze
- Rudolf Veselý (1884–1966), pedagog, botanik, mykolog – spoluzakladatel Československé mykologické společnosti, publicista
- Jaromír Čihař (1887–1971), právník a úředník prezidentské kanceláře
- Otakar John (1890–1967), botanik ochránce přírody a středoškolský učitel
- Jaromír Hořejš (1903–1961), pedagog, spisovatel a básník, dramatik a překladatel z angličtiny
- Karel Bodlák (1903–1989), pedagog, básník, filozof a literární kritik
- Josef Kubín (1904–1942), pedagog a oběť Nacismu
- Franz Josef Wurmfeld (1907–1944), česko-židovský obchodník a oběť nacismu
- Jaroslav Taudy (1909–1999), plukovník RAF, stíhací pilot Britského královského letectva
- Jan Plíva (1910–1985), akademický malíř
- Miroslav Valenta (1912–1933), básník
- Donát Šajner (1914–1990), spisovatel a básník, funkcionář v československé kulturní politice
- Jaroslav Brodský (1920–1981), pedagog, ředitel školy, „vězeň režimu“ (1950–1960), zakladatel organizace K 231, emigrant, publicista
- František Kotlaba (1927–2020), botanik a mykolog, vědecký pracovník Národního muzea a Botanického ústavu ČSAV, publicista
- Pavel Smrž (1927–1983), soběslavský rodák, botanik, zakladatel novodobé Severočeské botanické zahrady v Liberci
- Ladislav Drs (* 1927), matematik, vysokoškolský pedagog a autor vysokoškolských skript
- Radomír Čihák (1928–2016), profesor anatomie Fakulty všeobecného lékařství, později 1. lékařské fakulty Univerzity Karlovy v Praze
- Jiří Laburda (1931–2025), hudební skladatel, vysokoškolský pedagog[34]
- Miroslav Krejča (1931–2005), herec a spisovatel
- Jiří Stejskal (1932–2015), akademický malíř, básník a vysokoškolský pedagog
- Otakar Bílek (1932–2016), vedoucí režisér Českého rozhlasu v Českých Budějovicích, moderátor, publicista, profesor konzervatoře
- Rudolf Bergr (* 1934), architekt
- Josef Macháček (* 1944), stavební inženýr a vysokoškolský učitel

### Sportovci
- Ladislav Tikal (1905–1980), československý gymnasta, olympionik
- Jiří Lála (* 1959), hokejový útočník, čtyřnásobný medailista z Mistrovství světa v ledním hokeji
- Roman Božek (* 1963), hokejový útočník, mistr Extraligy ledního hokeje
- Radek Bělohlav (* 1970), hokejový útočník, dvojnásobný medailista z Mistrovství světa v ledním hokeji
- Aleš Ježek (* 1990), hokejový útočník
- Petr Koblasa (* 1993), hokejový útočník
- Tomáš Němejc (* 2000), sprinter, účastník Letních olympijských her 2024, několikanásobný medailista z Mistrovství České republiky mužů a žen v atletice
- Pavel Novák (* 2002), český hokejista
- Oliver Šatný (* 2003), hokejový brankář, stříbrný medailista z Mistrovství světa juniorů v ledním hokeji 2023

## Partnerská města
- Sabinov, Slovensko

## Galerie

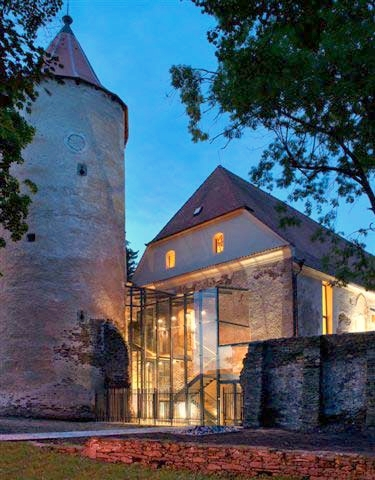
Soběslavský hrad
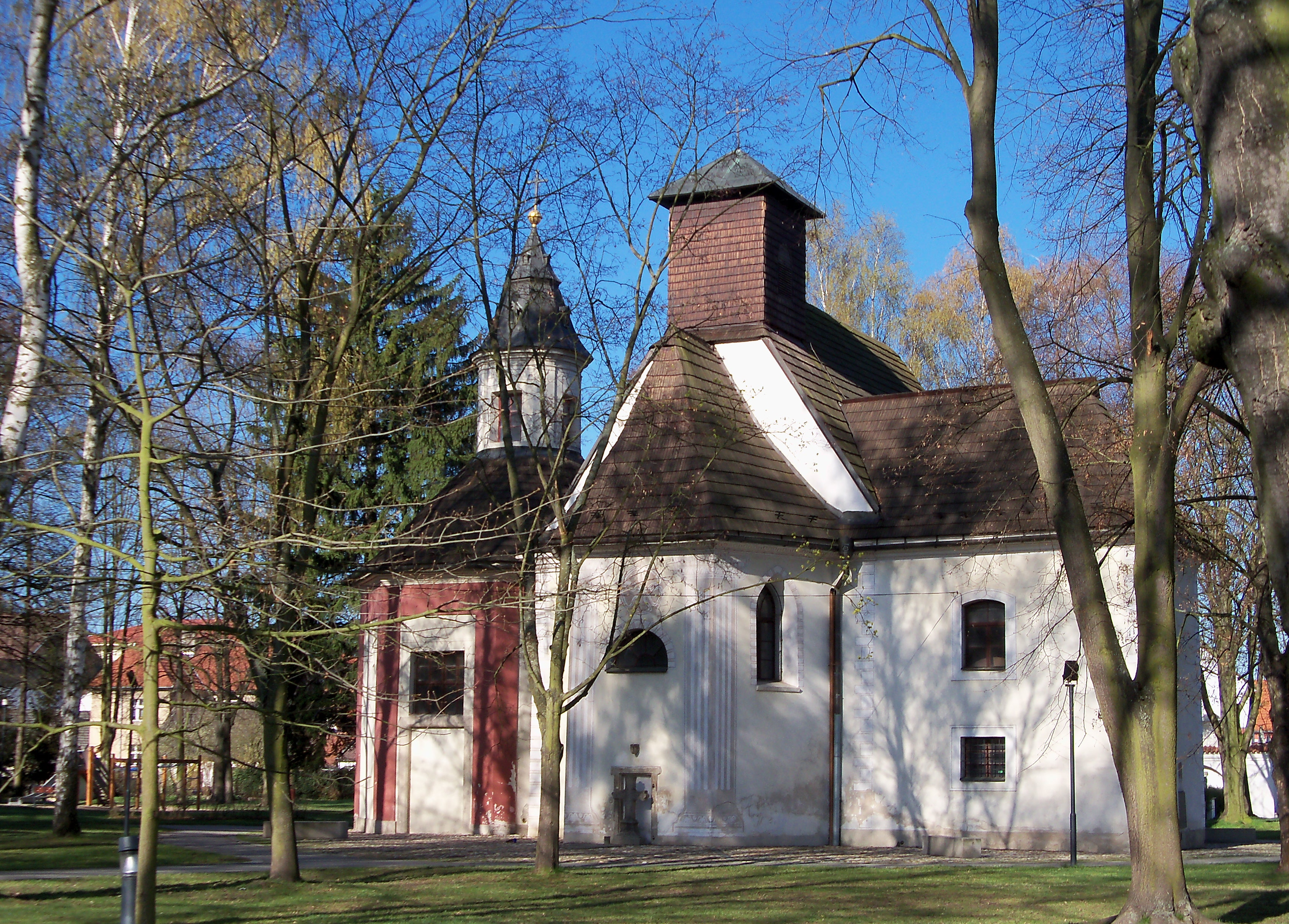
Kostel svatého Marka
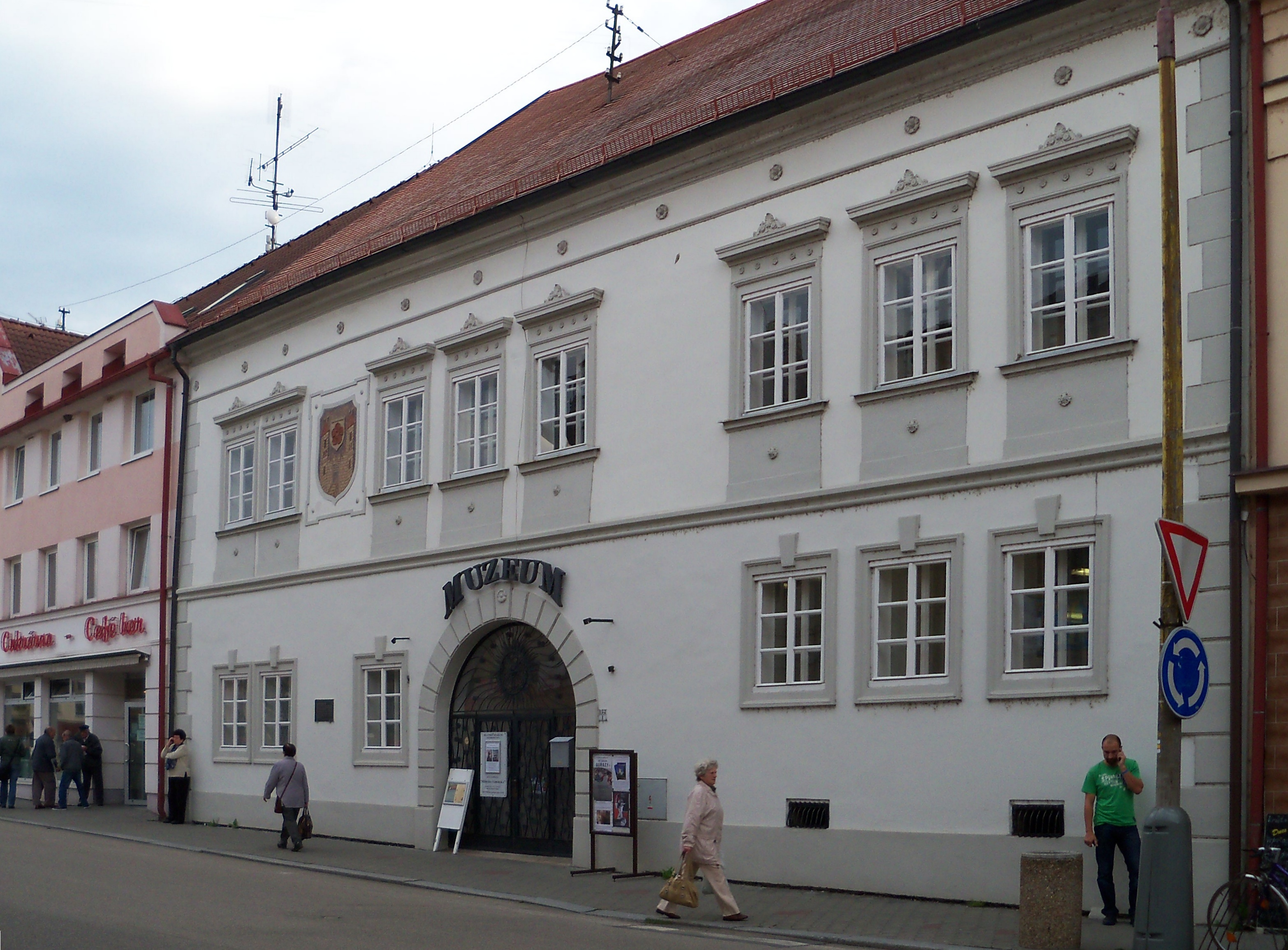
Rožmberský dům
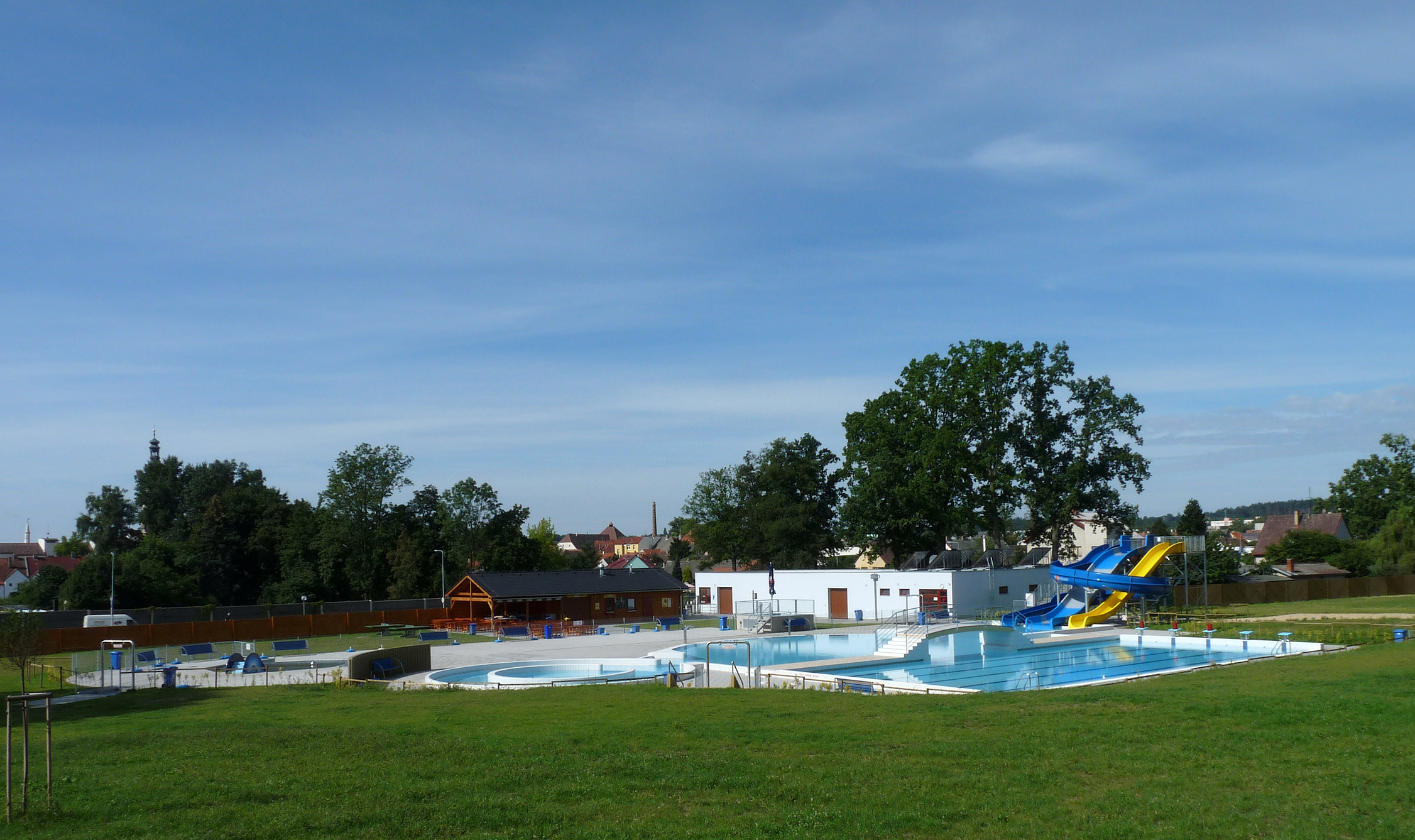
Městské koupaliště
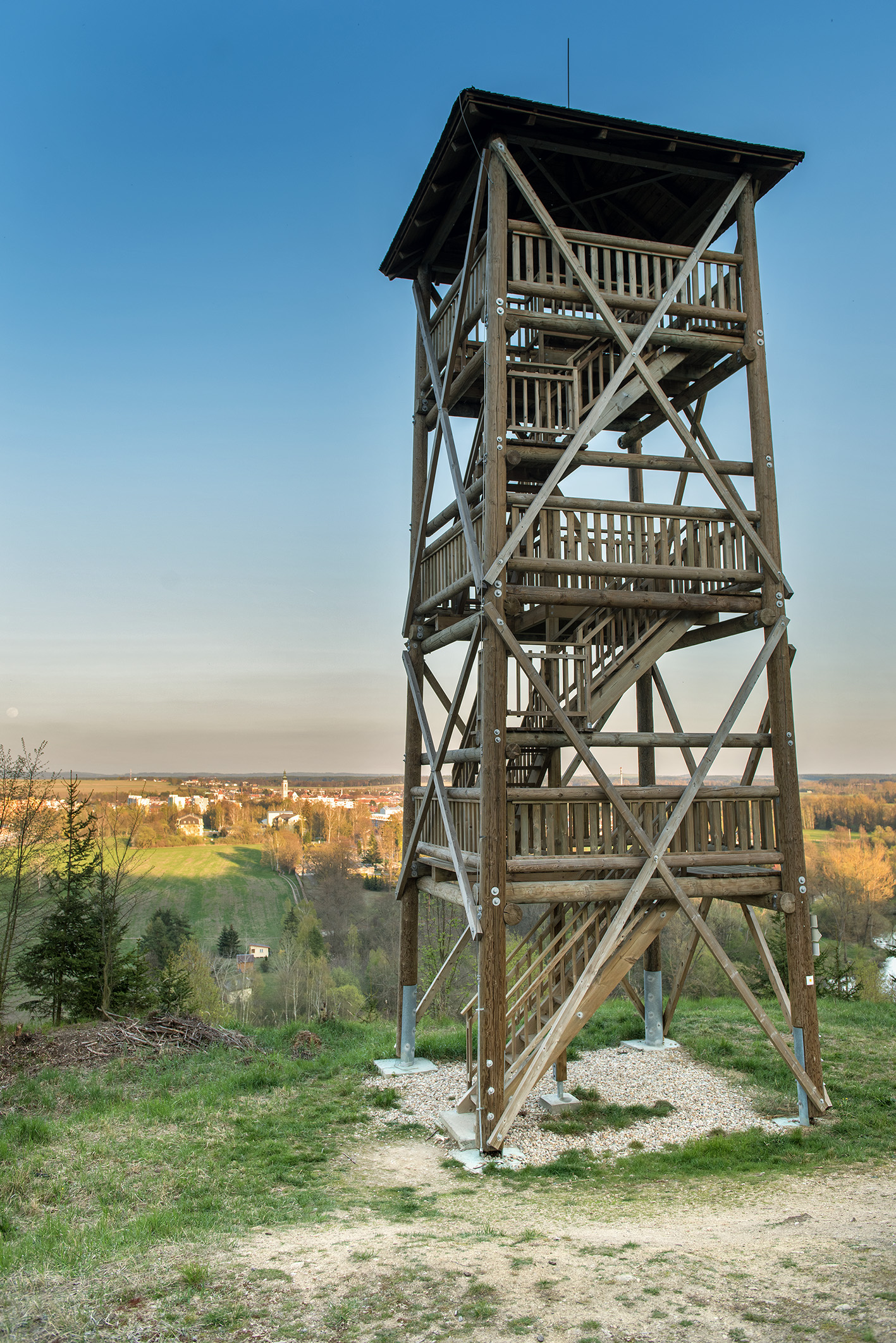
Rozhledna Svákov
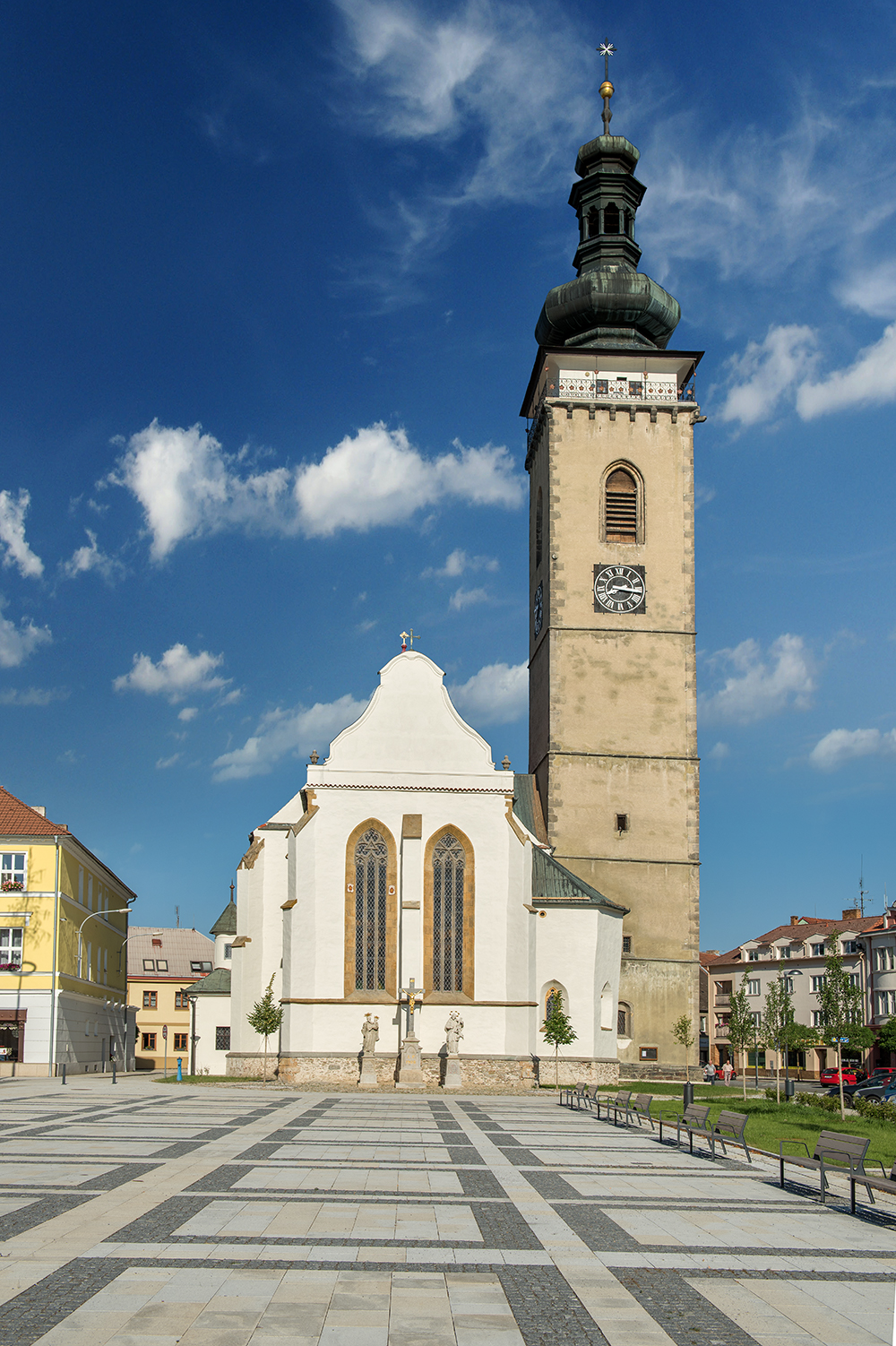
Městská věž a děkanský kostel svatého Petra a Pavla na náměstí Republiky
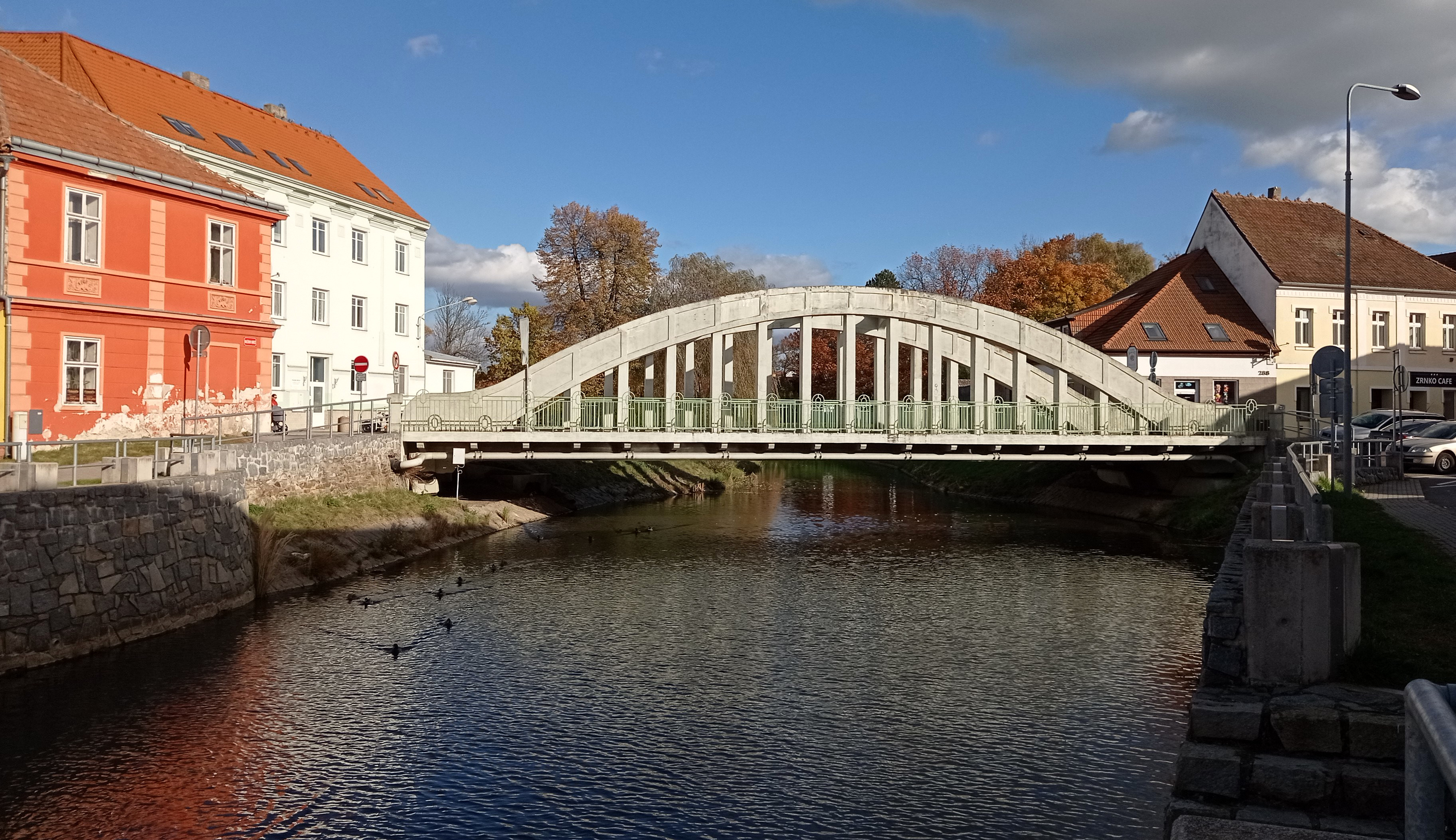
Prvorepublikový silniční most přes Černovický potok
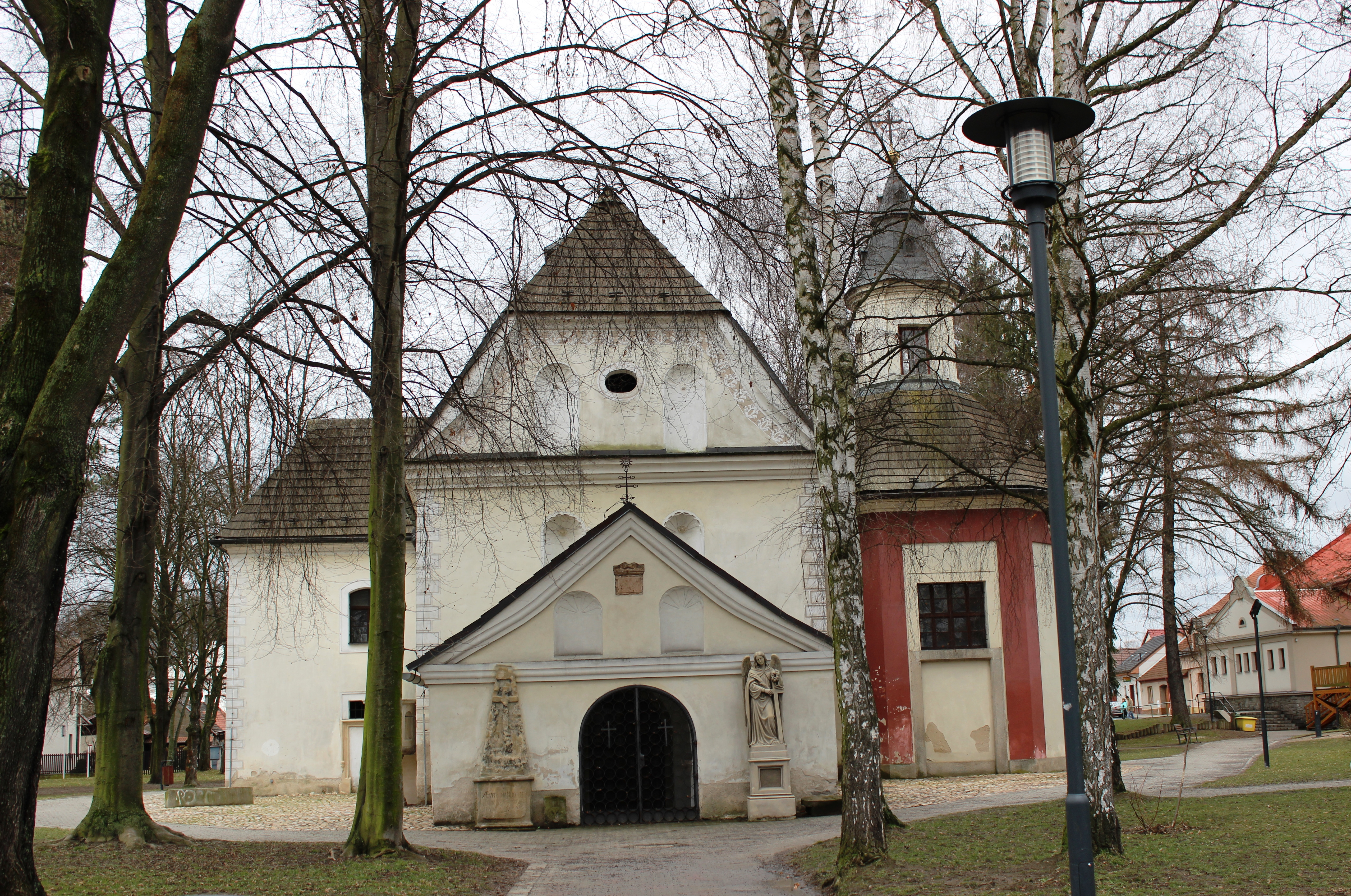
Kostel svatého Marka, dnes městská galerie